# Dušan Makovický
Dushan Petrovitch Makovitsky, (écrit aussi Makovický, 1866-1921) était le médecin personnel d'origine slovaque de Léon Tolstoï. Ce dernier était l'hagiographe de l' auteur et il passait son temps à rédiger sur un carnet tous les faits et gestes de la famille Tolstoï.

## Biographie
Il vécut de 1904 à 1910 (Iasnaïa Poliana).  À cette époque, il rencontra Milan Rastislav Štefánik, qui y visita Tolstoï.  Son journal a été publié en Union soviétique et en Pologne. 
Il partageait avec le comte Tolstoï sa philosophie, mais divergeait à propos des Juifs qu'il méprisait. Tolstoï dira d'ailleurs à son propos : « Si les saints existaient, Makovitsky serait l'un d'eux. Mais comme les saints n'existent pas, Makovitsky a, lui aussi, sa tache qui l'empêche d'être parfait : l'antisémitisme. »